# Difendo il mio amore (film 1936)
Difendo il mio amore (Private Number) è un film del 1936, diretto da Roy Del Ruth.

## Produzione
Il film fu prodotto dalla Twentieth Century Fox Film Corporation.